# Sigese
Sigese is een bestuurslaag in het regentschap Nias Selatan van de provincie Noord-Sumatra, Indonesië. Sigese telt 370 inwoners (volkstelling 2010).